# Distrito de Château-Thierry
El distrito de Château-Thierry (en francés arrondissement de Château-Thierry) es una división administrativa de Francia, que se localiza en el departamento de Aisne, de la región de Alta Francia. Cuenta con 108 comunas desde 2017.

## Historia

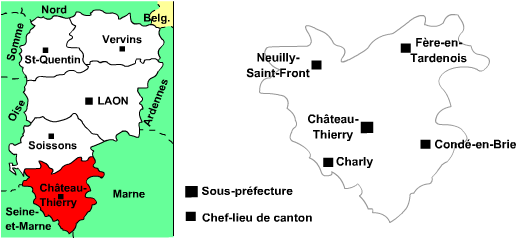
Distrito de Château-Thierry.

La provincia fue conocida al principio como Omois.
La Campaña de los Seis Días se extendió desde el 10 de febrero al 14 de febrero de 1814 tiempo durante el cual las tropas de Napoleón consiguieron infligir severas derrotas al ejército de Blücher, una de ellas siendo Château-Thierry. 
La batalla de Château-Thierry tuvo lugar el 4 de junio de 1918 en los últimos días de la Primera Guerra Mundial. Aquí, la Brigada de Marines de la 2.ª División estadounidense (y los tiradores senegaleses) detuvieron el avance alemán hacia París.

## Monumentos
La ciudad de Château-Thierry está en la orilla derecha del río Marne - hay:

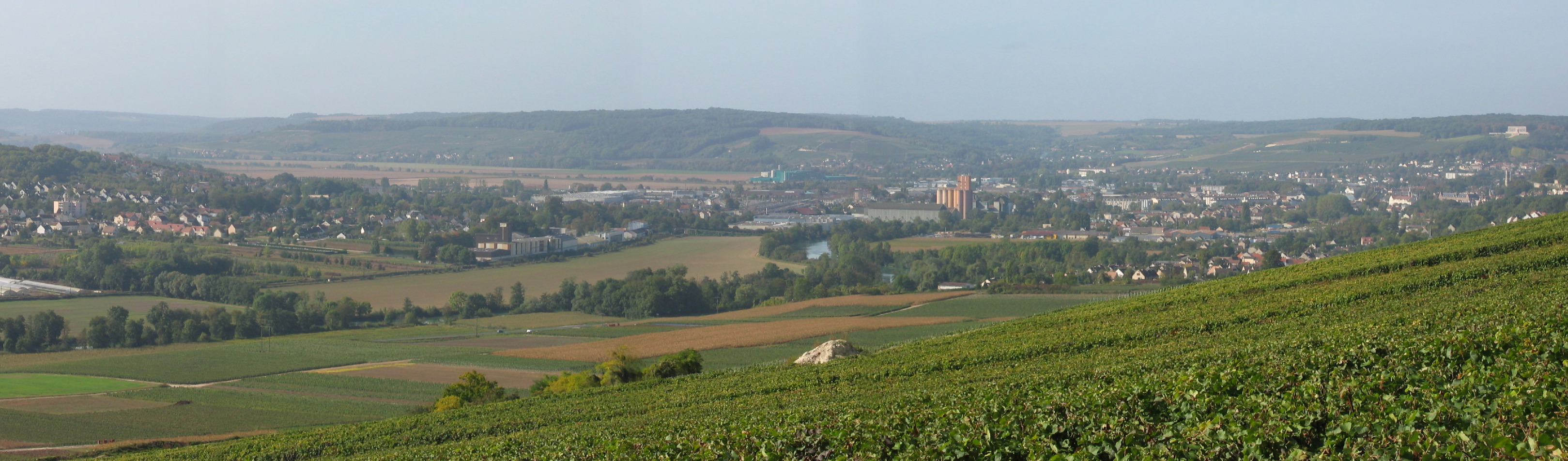
Una vista de Château-Thierry, desde lo alto de las laderas del Marne - a la derecha, el monumento americano

- Monumento americano
- Cementerio americano enorme

## División territorial

### Cantones
Entre 1924 y 2015, los cantones del distrito de Château-Thierry eran:
1. Cantón de Charly-sur-Marne
2. Cantón de Château-Thierry
3. Cantón de Condé-en-Brie
4. Cantón de Fère-en-Tardenois
5. Cantón de Neuilly-Saint-Front

### Comunas
| Armentières-sur-Ourcq (02023) | Azy-sur-Marne (02042)         | Barzy-sur-Marne (02051)        | Belleau (02062)              |
| Beuvardes (02083)             | Bézu-le-Guéry (02310)         | Bézu-Saint-Germain (02400)     | Blesmes (02094)              |
| Bonneil (02098)               | Bonnesvalyn (02099)           | Bouresches (02105)             | Brasles (02114)              |
| Brécy (02119)                 | Brumetz (02125)               | Bruyères-sur-Fère (02127)      | Bussiares (02137)            |
| Celles-lès-Condé (02146)      | La Chapelle-sur-Chézy (02162) | Charly-sur-Marne (02310)       | Le Charmel (02164)           |
| Chartèves (02166)             | Château-Thierry (02168)       | Chézy-en-Orxois (02185)        | Chézy-sur-Marne (02186)      |
| Chierry (02187)               | Cierges (02193)               | Coincy (02203)                 | Condé-en-Brie (02209)        |
| Connigis (02213)              | Coulonges-Cohan (02220)       | Coupru (02221)                 | Courboin (02223)             |
| Courchamps (02225)            | Courmont (02227)              | Courtemont-Varennes (02228)    | Crézancy (02239)             |
| La Croix-sur-Ourcq (02241)    | Crouttes-sur-Marne (02242)    | Dhuys-et-Morin-en-Brie (02258) | Domptin (02268)              |
| Dravegny (02271)              | Épaux-Bézu (02400)            | Épieds (02400)                 | L'Épine-aux-Bois (02540)     |
| Essises (02289)               | Essômes-sur-Marne (02290)     | Étampes-sur-Marne (02400)      | Étrépilly (02400)            |
| Fère-en-Tardenois (02305)     | Fossoy (02328)                | Fresnes-en-Tardenois (02332)   | Gandelu (02339)              |
| Gland (02347)                 | Goussancourt (02351)          | Grisolles (02356)              | Hautevesnes (02375)          |
| Jaulgonne (02389)             | Latilly (02411)               | Licy-Clignon (02428)           | Loupeigne (02442)            |
| Lucy-le-Bocage (02443)        | Mareuil-en-Dôle (02462)       | Marigny-en-Orxois (02465)      | Mézy-Moulins (02484)         |
| Montfaucon (02505)            | Monthiers (02509)             | Monthurel (02510)              | Montigny-l'Allier (02512)    |
| Montigny-lès-Condé (02515)    | Montlevon (02518)             | Montreuil-aux-Lions (02521)    | Mont-Saint-Père (02524)      |
| Nanteuil-Notre-Dame (02538)   | Nesles-la-Montagne (02540)    | Neuilly-Saint-Front (02543)    | Nogentel (02554)             |
| Nogent-l'Artaud (02555)       | Pargny-la-Dhuys (02590)       | Passy-sur-Marne (02595)        | Pavant (02596)               |
| Priez (02622)                 | Reuilly-Sauvigny (02645)      | Rocourt-Saint-Martin (02649)   | Romeny-sur-Marne (02653)     |
| Ronchères (02655)             | Rozet-Saint-Albin (02662)     | Rozoy-Bellevalle (02664)       | Saint-Eugène (02677)         |
| Saint-Gengoulph (02679)       | Saponay (02699)               | Saulchery (02701)              | Sergy (02712)                |
| Seringes-et-Nesles (02713)    | Sommelans (02724)             | Torcy-en-Valois (02744)        | Trélou-sur-Marne (02748)     |
| Vallées-en-Champagne (02330)  | Vendières (02777)             | Verdilly (02781)               | Veuilly-la-Poterie (02792)   |
| Vézilly (02794)               | Vichel-Nanteuil (02796)       | Viels-Maisons (02798)          | Viffort (02800)              |
| Villeneuve-sur-Fère (02806)   | Villers-Agron-Aiguizy (02809) | Villers-sur-Fère (02816)       | Villiers-Saint-Denis (02818) |

### Personas célebres
- Samuel d'Évreux, director de la Academia Talmudica de Château-Thierry en 1225
- Jean de La Fontaine, poeta y fabulista francés, nacido en 1621